# Cornechiniscus madagascariensis
Cornechiniscus madagascariensis är en djurart som tillhör fylumet trögkrypare, och som beskrevs av Walter Maucci 1993. Cornechiniscus madagascariensis ingår i släktet Cornechiniscus och familjen Echiniscidae. Inga underarter finns listade i Catalogue of Life.